# 2011年5月香港

## 5月1日
- 最低工資法例當日起生效[1]。
- 多個勞工團體趁勞動節遊行，爭取工人權益[2]。

## 5月4日
- 港鐵公司收回沙中綫的環評報告再作研究[3]。

## 5月5日
- 一名居於華富邨的老婦，向房屋署隱瞞丈夫逝世21年，獲法庭判處緩刑[4]。
- 馬尼拉前警員挾持香港旅行團事件中的受害者陳國柱及易小玲接受美亞保險公司逾50萬元援助，並同意放棄保單內的追溯權利[5]。
- 教育局建議小學明年起增設「德育及國民教育科」課程，並展開為期四個月的諮詢[6]。

## 5月6日
- 政府至今獲商界承諾向關愛基金捐款18億，與原定50億的目標相距甚遠[7]。
- 消費者委員會總幹事劉燕卿當選國際消費者聯會理事會成員[8]。
- 稅務局指出，上個財政年度繳交最多薪俸稅的納稅人所納稅款為5千萬港元，較對上一年減少四成半[9]。
- 傑志作客以7:2擊敗港會，以44分重奪失落四十七年的甲組聯賽冠軍，並取得下季亞協盃參賽資格[10]。

## 5月7日
- 本港首席女子壁球員歐詠芝世界排名首次升上第10位，是歷來首位晉身世界頭10名的香港壁球員；行政長官曾蔭權亦在社交網站facebook向她祝賀[11]。

## 5月8日
- 一列輕鐵列車在天水圍天悅站對開與一輛貨櫃車相撞出軌，造成23人受傷[12]。

## 5月9日
- 食環署勸喻兩間在長洲製作平安包的餅店，不要在舖面製包；一餅店為表不滿決定不開門做生意[13]。

## 5月11日
- 本年度長洲搶包山比賽由任職消防員的張文翔以919分贏得男子組冠軍，女子組則由鄭麗莎以687分勝出[14]。

- 前港區人大代表吳康民建議由全國人大常委范徐麗泰出任下屆行政長官，唐英年續任政務司司長，及由行政會議召集人梁振英出任財政司司長，組成「鐵三角」[15]。

- 北京故宮博物院證實7件由香港借出的展品（裝嵌有鑽石和寶石的手袋及化妝盒）被偷走，另有兩件損毀[16]。

## 5月12日
- 香港天文台發出自系統啟用以來最早的酷熱天氣警告。[17]。

## 5月14日
- 第三屆全港運動會開幕典禮晚上在小西灣運動場舉行，由行政長官曾蔭權主持開幕。[18]。

## 5月15日
- 九巴與龍運巴士今日起加價，加幅分別為3.6及3.2%[19]。

## 5月19日
- 立法會連續13年，否決「毋忘六四」的動議[20]。

## 5月20日
- 香港史上最高派彩額的六合彩由三注瓜分[21]。

## 5月22日
- 曾負責海葬拉登的美國航空母艦卡爾文森號抵港，警方出動大批水警輪在附近海域巡邏[22]。

## 5月26日
- 哈羅香港國際學校舉行奠基儀式，該校將於明年9月開校，是本港首間全日制男女寄宿國際學校[23]。

## 5月27日
- 西九管理局董事局委任Michael Lynch擔任行政總裁，接替離職的謝卓飛，7月底履新[24]。

- 西甲勁旅比利亞雷阿爾在表演賽以3:0擊敗應屆香港甲組聯賽冠軍傑志[25]。

## 5月29日
- 香港浸會大學生物系抽驗200名市民的血液樣本，發現幾乎全部驗到塑化劑；研究又發現服食塑化劑的雄性老鼠，生殖器官較正常小三分二[26]。